# لاخی

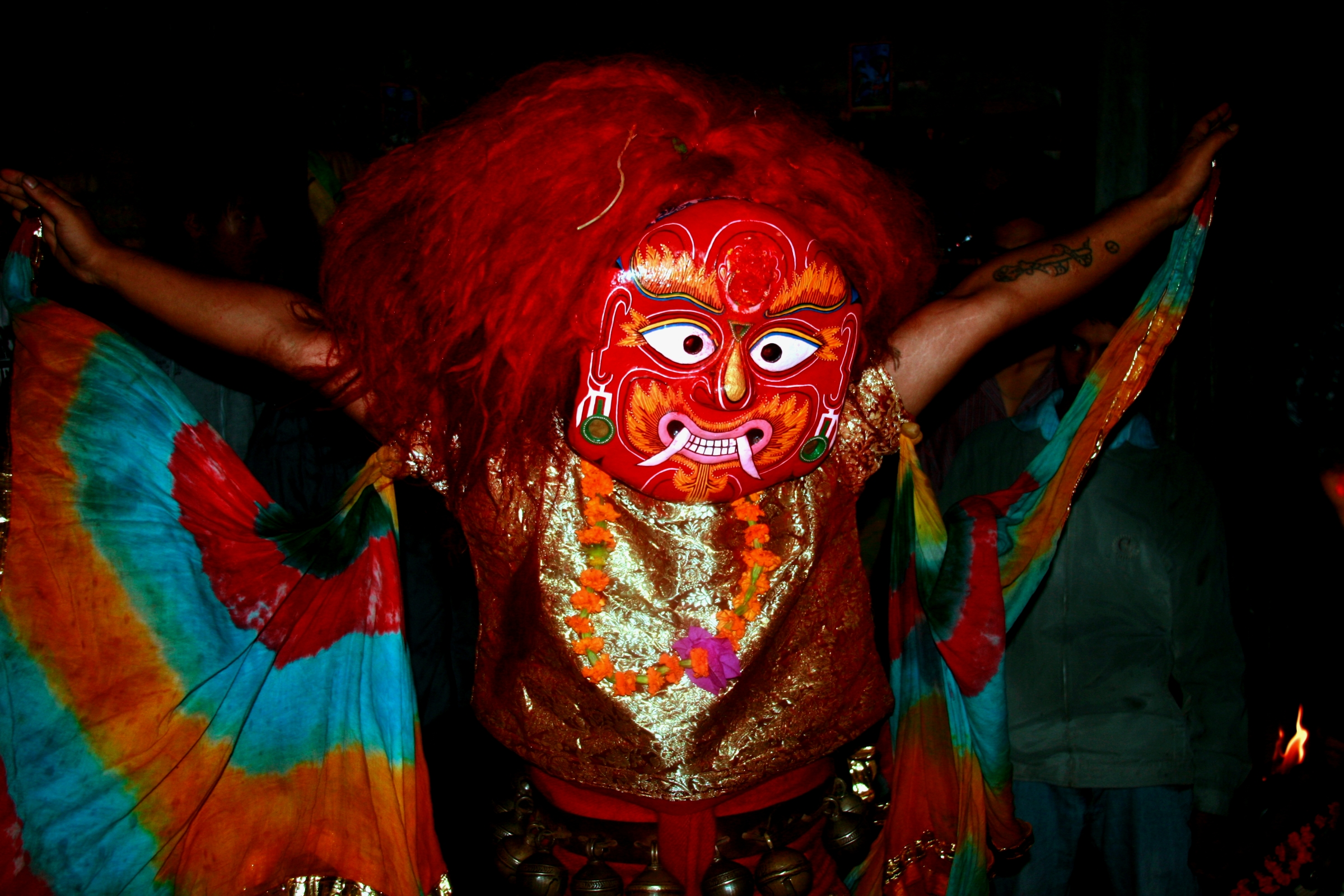
ماجیپاله کاتماندو

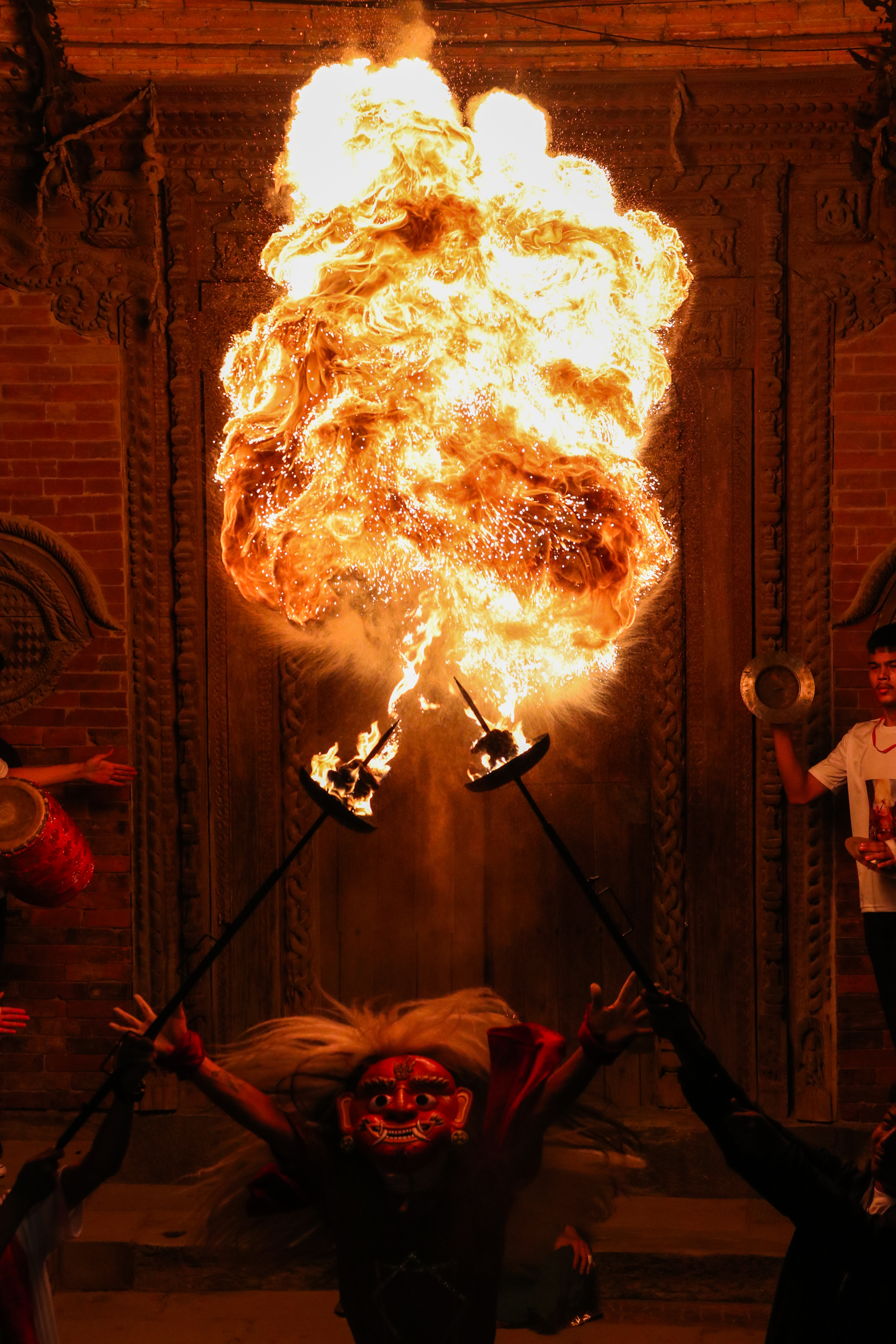
اجرای Meepwa Lakhi، پاتان، لالیتپور، نپال

لاخی (نپال باسا: लाखे یا lā-khé) (املای جایگزین Lakhe , Lākhay) رقص دیو در کارناوال خداست.
میدان دوربار، میدانی تاریخی در کاتماندو، نپال، رو به کاخ‌های باستانی و مزین به معابد هندو، همیشه پر از جمعیت مشتاق در آخرین روز ایندرا جاترا، جشنواره بزرگداشت ایندرا، پادشاه هندو بهشت است. در این صحنه الهی، لاخه دیو در میان خدایان و خدایان بی‌امان و بی خیال می‌رقصد. او با چهره ای خشن، نیش‌های بیرون زده و یالی از موهای قرمز یا سیاه به تصویر کشیده شده‌است.
دیگر موجود افسانه ای رایج در فولکلور نپال، خیاه است که به صورت موجودی میمون مانند چاق و مودار به تصویر کشیده می‌شود.